# Per Albin Hansson

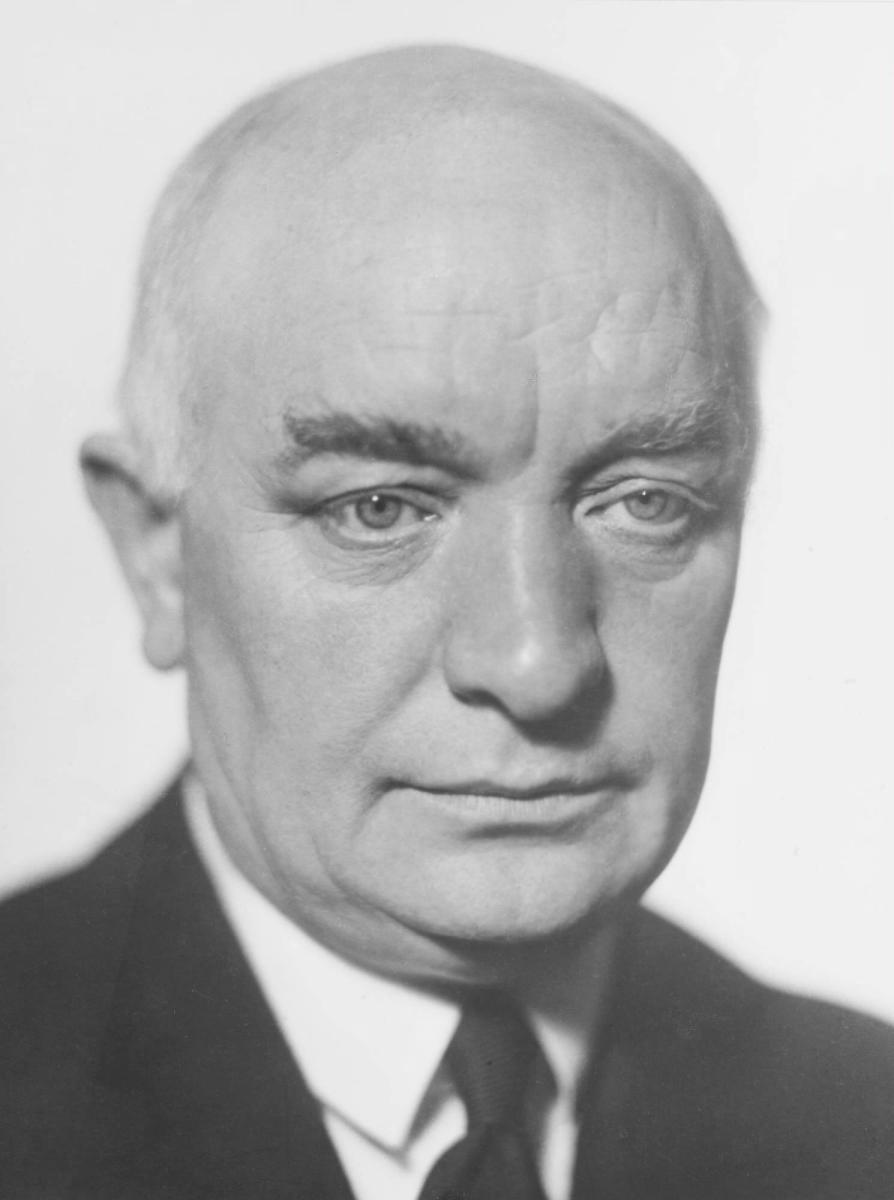
Per Albin Hansson.

Per Albin Hansson (Malmö, 28 oktober 1885 - Stockholm, 6 oktober 1946) was een Zweeds politicus en jarenlang premier van het land.

## Levensloop
Per Albin Hansson kwam uit een arbeidersfamilie. Na zijn studie aan de volksschool begon hij op zijn twaalfde als arbeider te werken. In 1903 stichtte hij samen met zijn broer Sigfrid de Sociaaldemocratische Jeugdbond en werd er de voorzitter van.
In 1910 verhuisde hij naar Stockholm en werd medewerker van de partijkrant van de sociaaldemocraten. In 1918 werd hij verkozen tot lid van de Rijksdag. In 1920, van 1921 tot 1923 en van 1924 tot 1926 was hij in de regeringen van respectievelijk Hjalmar Branting en Rickard Sandler minister van Defensie. Na het overlijden van Hjalmar Branting werd hij in 1925 partijvoorzitter van de Zweedse Sociaaldemocratische Partij. 
In 1928 hield hij in het parlement een bekende speech waarin hij de ziel van de sociaaldemocratische politiek weergaf. Hansson beëindigde ook de marxistische politiek van zijn partij en begon een anticommunistisch beleid te voeren. Nadat er in 1931 bij een demonstratie van arbeiders in Kramfors door militair geweld vijf doden vielen en dit een politieke en sociale shock veroorzaakte, kon Hansson zijn politieke positie versterken. Na de verkiezingsoverwinning van de sociaaldemocraten kreeg hij in 1932 de opdracht om een regering te vormen. De sociaaldemocraten vonden steun bij de Boerenliga en op 24 september 1932 legde hij de eed af als premier. 
De eerste regeringsperiode van Per Albin Hansson werd met crisissen geconfronteerd. Omdat de Zweedse economie vanaf 1930 slabakte na de Beurscrash van New York, moest de regering een nieuwe arbeiders- en landbouwpolitiek voeren. Hiervoor voerde Hansson een groot pakket van sociale hervormingen uit. Wegens politieke spanningen trad Hansson op 19 juni 1936 af als premier en nadat de sociaaldemocraten bij de daaropvolgende verkiezingen weer een overwinning behaalden, werd Hansson op 28 september 1936 opnieuw eerste minister en zou dit blijven tot aan zijn overlijden.
Tijdens zijn tweede ambtstermijn legde Hansson de basis voor het zogenaamde Scandinavisch model en voerde een sociaaldemocratische politiek. Tijdens de Tweede Wereldoorlog zorgde hij er ook voor dat Zweden neutraal bleef en kon zo Zweden uit de oorlog houden. Vanaf het einde van de oorlog regeerden de sociaaldemocraten alleen.
Op 6 oktober 1946 overleed Hansson aan een hartinfarct. Hij werd als premier opgevolgd door Tage Erlander, die zou regeren tot in 1969.
- Bibsys: 90187161
- Bibliothèque nationale de France: cb13327459z (data)
- Gemeinsame Normdatei: 119384221
- International Standard Name Identifier: 0000 0001 2139 1168
- KulturNav: db9447e7-85fc-46e0-bf32-37aa663f77e9
- Library of Congress Control Number: n80153057
- Nationale Bibliotheek van Letland: 000318125
- MusicBrainz: 2608bf5f-f61c-4026-8a79-276deb24220b
- Nationale Bibliotheek van Tsjechië: skuk0000538
- Nationale bibliotheek van Australië: 35799182
- Nederlandse Thesaurus van Auteursnamen: 239957148
- LIBRIS: 210901
- Système universitaire de documentation: 035657618
- Trove: 1092619
- Virtual International Authority File: 72202884
- WorldCat: E39PBJpJccxKvBKqj8qyt7QjG3